# Sahurs
Sahurs település Franciaországban, Seine-Maritime megyében. Lakosainak száma 1226 fő (2022. január 1.). Sahurs Caumont, La Bouille, Grand-Couronne, Hautot-sur-Seine, Moulineaux, Saint-Pierre-de-Manneville és Val-de-la-Haye községekkel határos.

## Népesség
A település népessége az elmúlt években az alábbi módon változott:
| Lakosok száma | 1290 | 1252 | 1257 | 1226 | 1217 | 1205 | 1212 | 1219 | 1226 |
|               | 2013 | 2015 | 2016 | 2017 | 2018 | 2019 | 2020 | 2021 | 2022 |